# Ninox theomacha
Ninox theomacha là một loài chim trong họ Strigidae.